# Eckardtshausen
Eckardtshausen ist ein Ortsteil der Gemeinde Gerstungen im Wartburgkreis in Thüringen.

## Geografie
Eckardtshausen liegt etwa zwölf Kilometer (Luftlinie) nördlich der Kreisstadt Bad Salzungen und etwa 8 Kilometer südsüdwestlich der Wartburgstadt Eisenach am 461 Meter hohen Milmesberg. Zu Eckardtshausen zählt der Ortsteil Wilhelmsthal.

## Geschichte

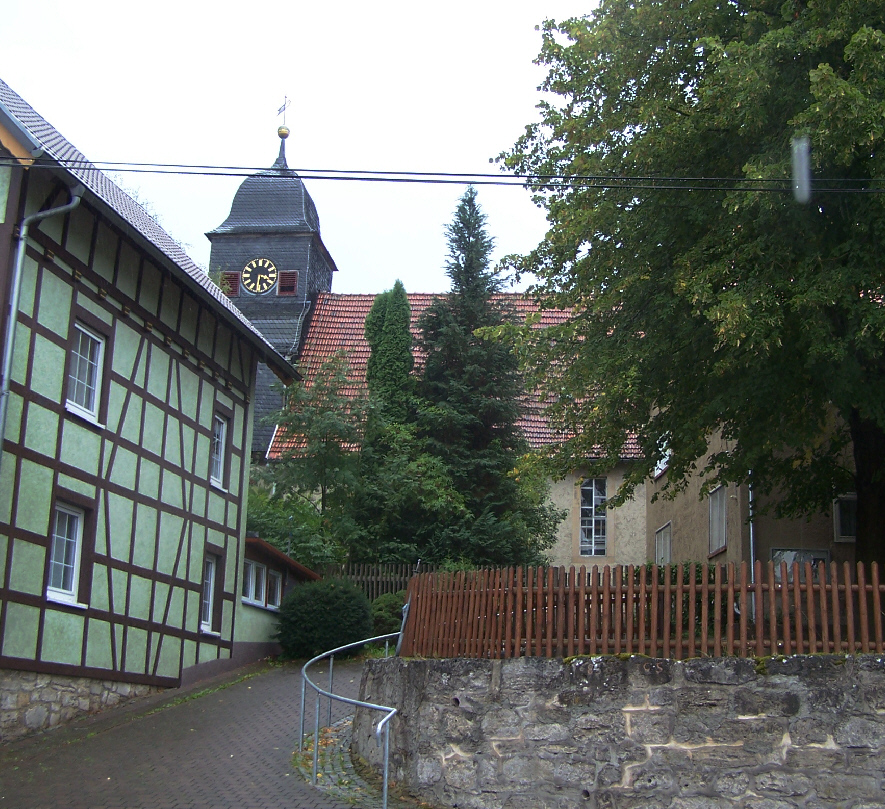
Bei der Kirche

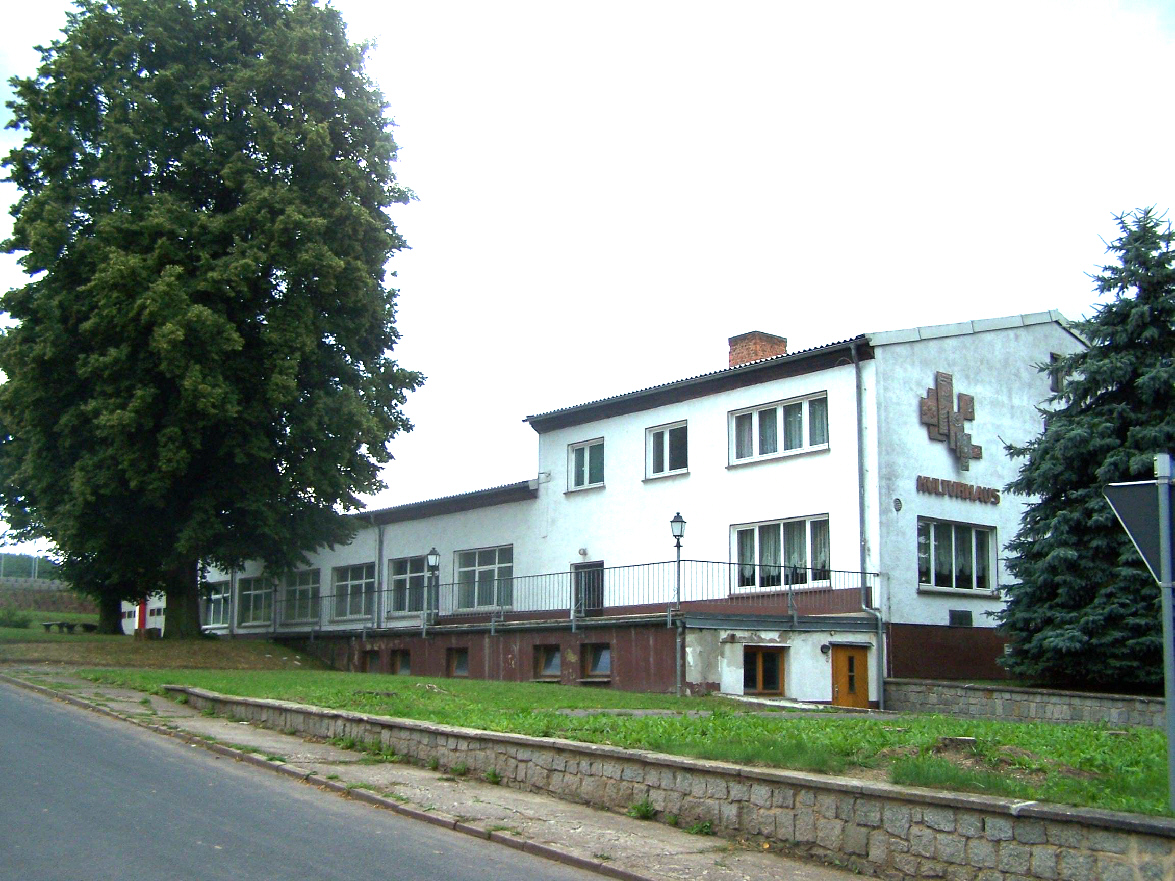
Kulturhaus

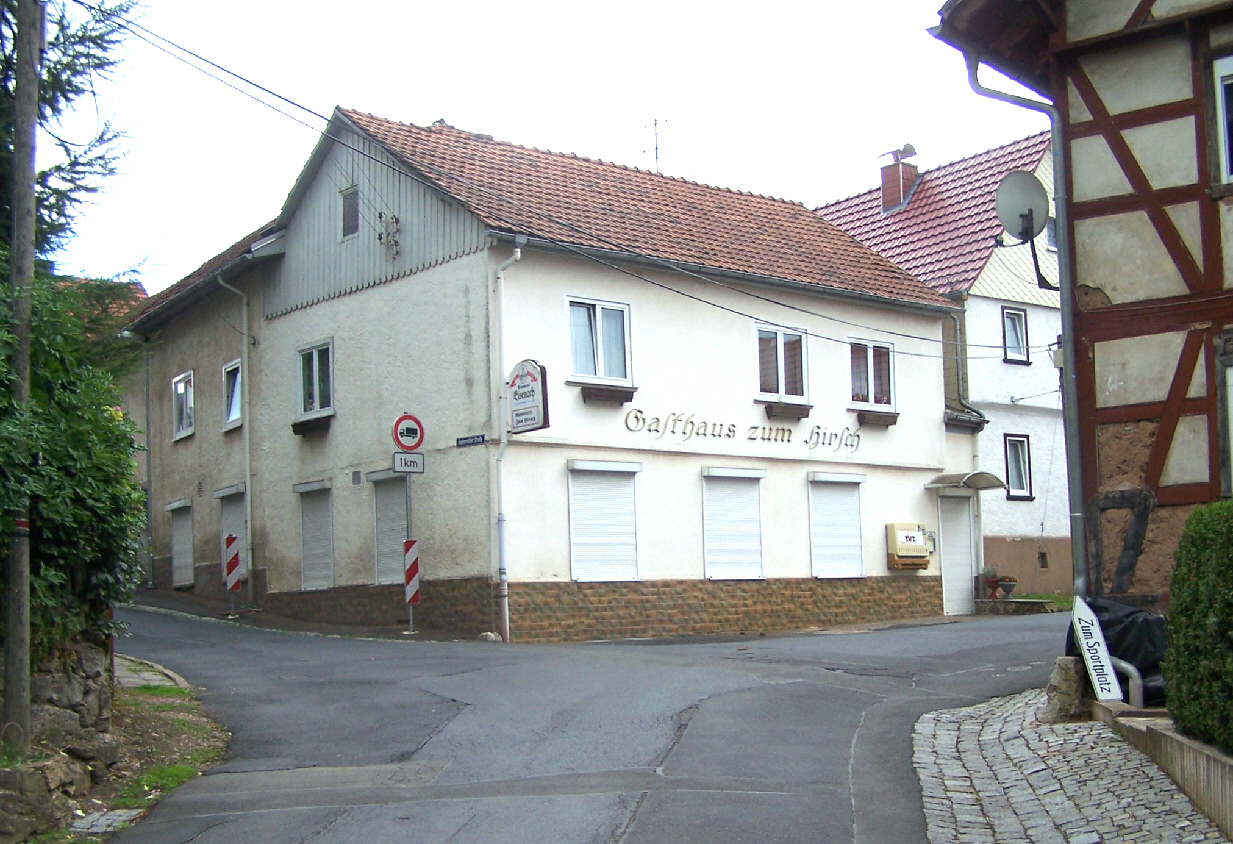
Gasthaus Zum Hirsch

Eckardtshausen hat trotz später erster urkundlicher Erwähnung vermutlich bereits eine lange Geschichte und war einst wohl Hauptort der das Gebiet der oberen Elte und der oberen Suhl umfassenden Mark. Nach örtlicher Überlieferung befand sich der ursprüngliche Siedlungsplatz etwa einen Kilometer nördlich vom heutigen Ort am Kirchberg – belegt durch den Flurnamen das Gebrannte. Die Bedeutung dieses Ortes kommt auch darin zum Ausdruck, dass die Eckardtshäuser Pfarrkirche zu den Urpfarreien im Eisenacher Gebiet zählt. Der Ort lag im Mittelalter nahe einer Straßenkreuzung, diese betraf den Sallmannshäuser Rennsteig und eine Verbindungsstraße von Bad Salzungen über Möhra nach Eisenach. Der einstmals Ockershausen genannte Ort war ein Lehen der Herren von Frankenstein. Seit dem 14. Jahrhundert gehörte Eckardtshausen zum Amt Wartburg. Der Karthäuserberg bei Wilhelmsthal belegt umfangreichen Grundbesitz dieses Eisenacher Klosters. Mit der Säkularisation der Kirchenbesitztümer im 16. Jahrhundert gingen dann auch die noch verbliebenen Anrechte der Klöster in beiden Ortsteilen in gemeinschaftlichen Besitz der Herzöge Johann Casimir und Johann Ernst über.
Rings um den Ort Eckardtshausen wurde schon früh Kupferbergbau betrieben. Man findet sowohl bei der Kleinsiedlung Wackenhof als auch beim Forsthaus Attchenbach und parallel zum Rennsteig, Abschnitt Förtha bis Ruhla, zahlreiche Belege für Schachtanlagen, Verhüttungsplätze, Holzkohlenmeiler und alte Transportwege.
Der etwa zwei Kilometer entfernte und zu Eckardtshausen zählende Ort Wilhelmsthal geht auf das 1349 erwähnte Wintershusen zurück, wo sich im 16. Jahrhundert eine herzögliche Wildscheuer, später ein Jagdhaus und ab um 1700 das durch Herzog Johann Wilhelm erbaute Schloss Wilhelmsthal befand, dessen Namen auch der Ort übernahm. Goethe war dort zu Gast und beschrieb die Wilhelmsthaler Landschaft in seinen Wahlverwandtschaften.

## Kultur und Sehenswürdigkeiten
- Im Zentrum der Ortslage befindet sich der Dorfanger und die St. Matthäus Kirche. Das Gotteshaus wurde 1614 errichtet, der Altarraum hat einen quadratischen Grundriss von 6 Meter Kantenlänge, das Kirchenschiff ist etwa 12 Meter lang und 8,6 Meter breit. Die Emporen und die Ausstattung wurden 1879 erneuert.[4]
- In der Ortslage trifft man auf eine Reihe denkmalgeschützter Bauten, zu denen auch das Wirtshaus Zum Hisch zu rechnen ist.
- Das Schloss Wilhelmsthal wurde von 1699 bis 1719 durch Herzog Johann Wilhelm erbaut. Das Schloss war zu DDR-Zeiten zunächst ein Kinderheim und später eine Sonderschule mit Internat.
- Der Altenberger See ist ein im 19. Jahrhundert aufgestauter See im Ortsteil Wilhelmsthal. Der dort befindliche Campingplatz zählt zu den beliebtesten Naherholungsorten im Wartburgkreis und wird als Dauercampingplatz genutzt.
- Der Wilhelmsthaler See kann als Gondelteich genutzt werden.
- Der Milmesberg südlich der Ortslage bietet als Aussichtspunkt einen 360 Grad Panoramablick zur Wartburg, zum Thüringer Wald um Ruhla, zum Frauenseer Forst und zur Rhön.
- Die Salzunger Botenfrau ist eine 400 bis 500 Jahre alte Rotbuche auf dem Milmesberg. Sie wurde 1966 als Naturdenkmal ausgewiesen.[5]